# Фулджем, Сесил, 1-й граф Ливерпуль
Сесил Джордж Сэвил Фулджем, 1-й граф Ливерпуль (англ. Cecil George Savile Foljambe, 1st Earl of Liverpool; 7 ноября 1846 — 23 марта 1907) — британский либеральный политик. Он носил титул учтивости — лорд Хоксбери с 1893 по 1905 год. Внучатый племянник премьер-министра Роберта Дженкинсона, 2-го графа Ливерпуля, он был лордом-стюардом двора при сэре Генри Кэмпбелле-Баннермане с 1905 года до своей смерти в 1907 году. Сесил Фулджем был известным орнитологом, и однажды его посетил молодой Франклин Делано Рузвельт, который совершил поездку специально, чтобы увидеть коллекцию Фулджема.

## Предыстория
Сесил Фулджем родился 7 ноября 1846 года в Осбертон-холле в Уэрксопе, Ноттингемшир. Сын Джорджа Сэвила Фулджема (1800—1869) и леди Селины Дженкинсон (1812—1883), дочери Чарльза Дженкинсона, 3-го графа Ливерпуля (1784—1851). Премьер-министр Роберт Дженкинсон, 2-й граф Ливерпуль (1770—1828), приходился ему двоюродным дедушкой, а его старшим сводным братом был Фрэнсис Фулджем (1830—1917), коллега-либеральный политик. Учился в Итонском колледже.
Он поступил на службу на Королевский флот и служил мичманом в 1861—1867 годах, затем лейтенантом в 1867—1870 годах в Англии и Новой Зеландии во время войны Уайкато в 1863—1864 годах. Он вел рукописные журналы своих путешествий, включающие многочисленные цветные и черно-белые зарисовки. Среди его должностей были HMS Victory (1861—1862), HMS Defense (1862—1863), HMS Curacoa (1863—1867), HM Gunboat Pioneer (1863), HM Steamer Avon (1863—1864) и HM Colonial Steamer Koheroa (1864).
В 1863 году он завершил текущее обследование реки Уайкато между городами Нгаруавахией и Хантли, когда его товарищ по плаванию был ранен. Он получил звание лейтенанта 8 июня 1867 года и ушел из флота 2 мая 1870 года.

## Политическая карьера
В 1880 году Сесил Фулджем был избран в Палату общин Северного Ноттингемшира. Он занимал это место до 1885 года, а затем представлял Мэнсфилд с 1885 по 1892 год .
В 1893 году он был возведен в звание пэра как барон Хоксбери из Хазельбека в графстве Нортгемптоншир и из Оллертона, Шервудский лес, в графстве Ноттингемшир . Был возрожден баронский титул, принадлежавший его деду по материнской линии, лорду Ливерпулю. В 1894 году он был назначен лордом-в-ожидании (правительственным кнутом в Палате лордов) в либеральной администрации лорда Розбери, этот пост он занимал до падения правительства в 1895 году.
В июле 1901 года он был назначен дополнительным членом Королевской комиссии по историческим рукописям.
Когда либералы вернулись к власти в 1905 году под руководством сэра Генри Кэмпбелла-Баннермана, лорд Хоксбери был назначен лордом-стюардом королевского двора . Несколько дней спустя графство Ливерпуль также было восстановлено, когда он был назначен виконтом Хоксбери из Киркхема в графстве Йоркшир и Мансфилда в графстве Ноттингемшир, а также графом Ливерпуля. Он был принят в Тайный совет в 1906 году и оставался членом правительства до своей смерти в марте 1907 года.

## Семья
22 июля 1869 года лорд Ливерпуль женился на Луизе Бланш Говард (? — 7 октября 1871), дочери политика Фредерика Джона Говарда (1814—1897) и леди Фанни Кавендиш. У них было двое детей:
- Артур Уильям де Брито Сэвил Фулджем, 2-й граф Ливерпуль (27 мая 1870 — 15 мая 1941), старший сын и преемник отца.
- Фредерик Комптон Сэвил Фулджем (20 августа 1871 — 21 августа 1871), умер в младенчестве.

После смерти своей первой жены в 1871 году Сесил Фулджем установил мемориальные доски и окна в 38 церквях, которые были связаны с семьей, например, в церкви Шерберн-ин-Элмет, где есть «окно Фулджема».
21 июля 1877 года Сесил Фулджем женился на кузине своей первой жены, Сьюзен Кавендиш (? — 19 декабря 1917), дочери подполковника Уильяма Фредерика Генри Кавендиша (1817—1871)и леди Эмили Огасты Лэмбтон. У них было одиннадцать детей:
- Джеральд Уильям Фредерик Сэвил Фулджем, 3-й граф Ливерпуль (12 мая 1878 — 27 июля 1962), офицер Оксфордширской легкой пехоты
- Леди Эдит Маргарет Эмили Мэри Фулджем (1879 — 3 ноября 1962), вышла замуж за бригадного генерала Д’Арси Легарда.
- Леди Алиса Этельдреда Джорджиана Мэри Фулджем (1880 — 3 июня 1922), художница[12], умерла незамужней.
- Леди Мейбл Эвелин Селина Мэри Фулджем (1881 — 12 ноября 1915), вышла замуж за доктора Уильяма Вудберна.
- Майор достопочтенный Жоселин Чарльз Уильям Сэвил Фулджем (16 октября 1882 — 6 апреля 1916), офицер Нортумберлендских стрелков, погиб в бою во время Первой мировой войны
- Маргарет Сьюзан Луиза Мэри Фулджеме (14 января 1884 — 16 января 1884), умерла в младенчестве
- Леди Констанс Бланш Алетия Мэри Фулджем (1885—1977), вышла замуж за преподобного Езекии Хокинса.
- Роберт Энтони Эдвард Сент-Эндрю Сэвил Фулджем, 4-й граф Ливерпуль (3 апреля 1887 — 13 марта 1969)
- Достопочтенный Бертрам Мармадьюк Осберт Сэвил Фулджем (6 января 1891 — 13 октября 1955), женился на Джойс Эдмансон. Среди их детей был капитан Питер Джордж Уильям Сэвил Фулджем (1919—1944), чей сын Эдвард Фулджем (род. 1944) является нынешним графом Ливерпулем.
- Леди Розамонд Сильвия Диана Мэри Фулджем (1893 — 12 апреля 1974), вышла замуж за Арчибальда Лесли-Мелвилла, 13-го графа Левена
- Достопочтенный Виктор Александр Сесил Сэвил Фулджем (19 января 1895 — 4 июня 1975).

Сесил Фулджем скончался в марте 1907 года в возрасте 60 лет, и графство унаследовал его старший и единственный выживший сын от первого брака Артур. Графиня Ливерпульская умерла в декабре 1917 года.